# An Byong-jun
An Byong-jun, né le 22 mai 1990 à Kokubunji au Japon, est un footballeur international nord-coréen. Il évolue au poste d'attaquant.

## Biographie

### Carrière en équipe nationale
An Byong-jun est convoqué pour la première fois en sélection par le sélectionneur national Jo Tong-sop le 26 mars 2011, lors d'un match amical contre l'Irak (défaite 2-0).
Au total il compte deux sélections en équipe de Corée du Nord, obtenues en 2011.